# برتران تاورنیه
برتران تاورنیه (به فرانسوی: Bertrand Tavernier) (زاده ۲۵ آوریل ۱۹۴۱ – درگذشته ۲۵ مارس ۲۰۲۱) کارگردان، فیلم‌نامه‌نویس، هنرپیشه و تهیه‌کننده فرانسوی بود.

## زندگی‌نامه

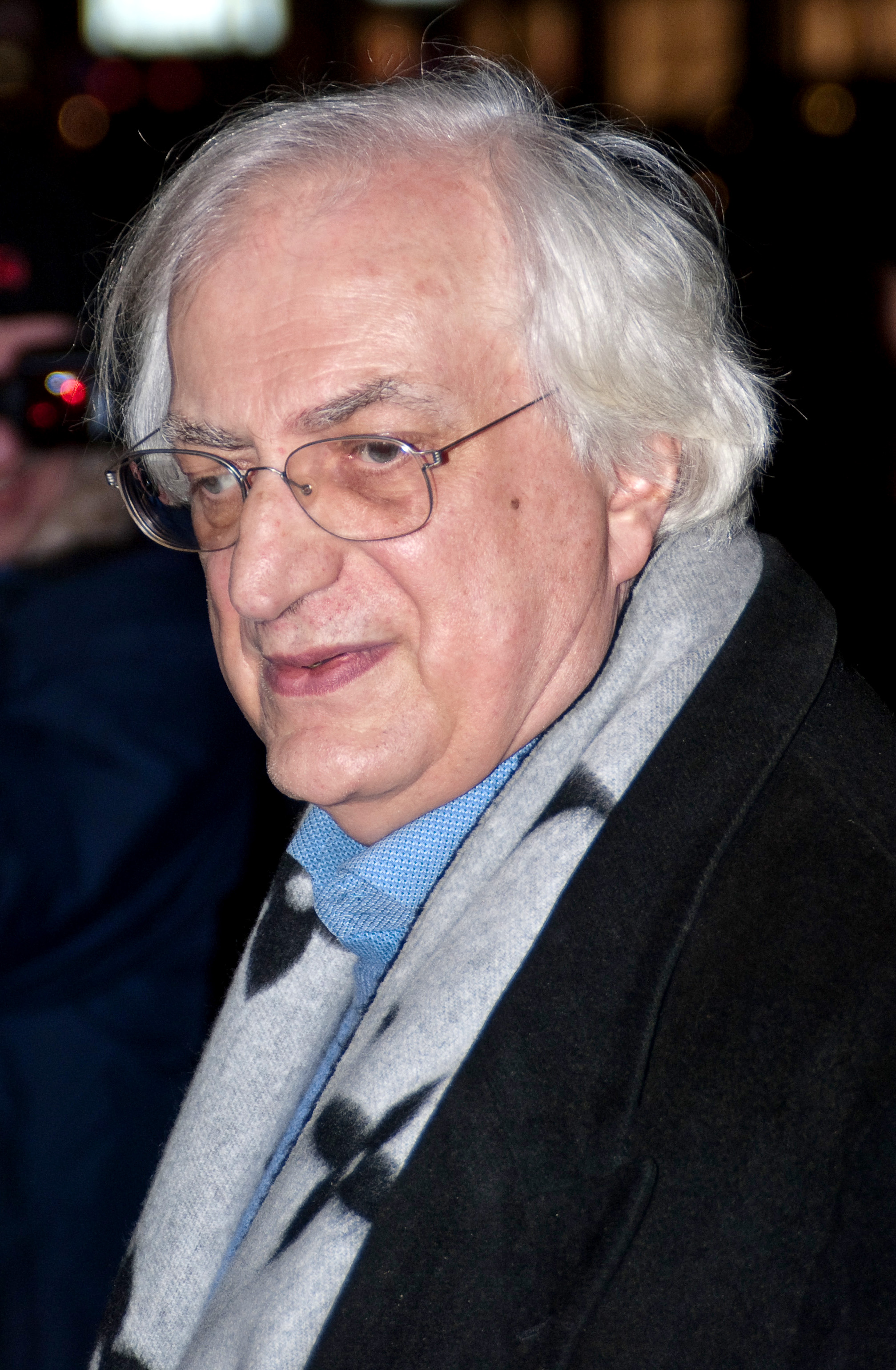

تاورنیه در شهر لیون فرانسه زاده شد. والدین وی ژنه ویو و رنه تاورنیه (نویسنده و روزنامه‌نگار فرانسوی و رئیس انجمن جهانی قلم در سال ۱۹۸۹) بودند. تاورنیه در بین سنین ۱۳ یا ۱۴ سالگی تحت تأثیر فیلمسازانی چون جان فورد، ویلیام ولمن، ژان رنوا، ژان ویگو و ژاک بکر قرار داشت و از آن پس تصمیم گرفت که فیلمساز شود. اولین فیلم وی ساعت‌ساز سن پل نام داشت که در سال ۱۹۷۴ براساس رمان ژرژ سیمنون ساخته شد و توانست جایزه بزرگ هیئت داوران جشنواره برلین را از آن خود کند.
داستان‌های مرموز و اسرارآمیز بر موضوع اغلب کارهای اولیه تاورنیه حکمفرماست. اما در کارهای بعدی وی موضوعات اجتماعی آشکارتر ترسیم می‌شوند. همچنین نگاه چپ گرایانه وی در فیلم‌های زندگی و دیگر هیچ و کاپیتان کنان بسیار برجسته است؛ و همچنین تصویر انتقادی وی از جامعه مدرن فرانسه نیز در فیلم از امروزهمه چیز شروع می‌شود (۱۹۹۹) ارائه گردیده‌است.
در سال ۱۹۸۴ تاورنیه برای فیلم یکشنبه در بیرون شهر جایزه بهترین کارگردان جشنواره فیلم کن را تصاحب نمود.
او برای فیلم زندگی و دیگر هیچ (۱۹۸۹) جایزه بهترین فیلم خارجی زبان بفتا را به دست آورد. این فیلم روایت زندگی مردیست که کارش یافتن هویت سربازانیست که هنوز مرگشان پس از جنگ جهانی اول به ثبت نرسیده‌است. وی در ۱۹۹۵ فیلم طعمه را براساس رمانی اثر مورگان اسپورتس ساخت و توانست برنده خرس طلایی جشنواره برلین شود.
این فیلمساز پس از لولای مقدس که در سال ۲۰۰۴ نتوانست نظر مثبت منتقدان سینمایی را جذب کند تا سال ۲۰۰۸ فیلمی را جلوی دوربین نبرد. فیلم بعدی وی مه الکتریکی در سال ۲۰۰۹ به عنوان محصول مشترک فرانسه و آمریکا اکران عمومی شد؛ و نقش‌های اصلی این فیلم را تامی لی جونز و جان گودمن بازی کردند. منتقدان سینمایی توجهی به این فیلم نشان ندادند و فیلم اکران عمومی موفقی هم در جدول گیشه نداشت.
پرنسس مونپانسیه اولین فیلم سینمایی تاورنیه در مقام کارگردان از سال ۲۰۰۴ بود که به عنوان یک محصول کاملاً فرانسوی ساخته شد. فیلم پرنسس مونپانسیه ساخته وی در سال ۲۰۱۰ در بخش مسابقه جشنواره فیلم کن حضور یافت. این فیلم داستانی عاشقانه را به تصویر می‌کشد که اواسط سال‌های ۱۵۰۰ در پس زمینه جنگ‌های مذهبی بین کاتولیک‌ها و پروتستان‌ها در فرانسه روی می‌دهد.

## نکات
بازیگرانی چون فیلیپ نوآره و ایزابل هوپر اغلب در کارهای وی حضور داشتند.
در دوران دبیرستان همکلاس فولکر شلوندورف کارگردان موج نوی سینمای آلمان بود.
دکستر گوردون در فیلم نزدیک نیمه شب تنها بازیگری است که در فیلم‌های تاورنیه نامزد جایزه اسکار بهترین بازیگر نقش اول مرد شده‌است.

## نقل‌قول‌ها
سرگئی لوسیک مدیر جشنواره مونترال: «برتران تاورنیه فقط یکی از فیلم‌سازان بزرگ جهان نیست. او جغرافیای زنده سینماست و باید به وی لقب مردی را داد که به معنای واقعی کلمه یک فیلم‌ساز مؤلف است.»

## فیلم‌شناسی
- ساعت‌ساز سن پل-۷۴
- جشن شروع می‌شود-۷۵
- قاضی و قاتل-۷۶
- بچه‌های تباه شده-۷۷
- مرگ مستقیم-۸۰
- یک هفته تعطیلی-۸۱
- حسن سابقه-۸۱
- گردگیری-۸۲
- نغمه‌های میسیسیپی-۸۳
- یکشنبه ای بیرون شهر-۸۴
- حدود نیمه شب-۸۶
- مصیبت بئاتریس-۸۷
- لیون نگاهی از درون-۸۸
- زندگی و دیگر هیچ-۸۹
- بابا نوستالژی-۹۰
- جنگ گریزناپذیر-۹۱
- ال ششصد و بیست و هفت-۹۲
- دختر دارتانیان (بازگشت تفنگدار)-۹۴
- طعمه-۹۴
- کاپیتان کونان-۹۷
- قسمت دیگر شهر
- مجوز عبور-۲۰۰۱
- لولای مقدس-۲۰۰۴
- مه الکتریکی-۲۰۰۹